# Preference
Preference (z latinského prae-feró, dávám přednost, stavím do popředí) znamená česky přednost, kterou lidé dávají tomu, co preferují. Pojem se užívá všude tam, kde je možnost více méně svobodné volby nebo výběru. V psychologii, ekonomii a filozofii je preference technický termín obvykle používaný ve vztahu k volbě mezi alternativami. Například někdo dává přednost A před B, pokud by raději zvolil A než B.
Kromě toho se hovoří o preferenci veřejné hromadné dopravy, tj. o opatřeních na její podporu, o sexuální preferenci a podobně.
Zvláštní význam má pojem preference při průzkumu trhu, v reklamě a v mikroekonomii, kde se hovoří o preferencích spotřebitelů při nákupu zboží. Pokud se formuluje matematicky, vytváří úplné, reflexivní a transitivní uspořádání nad množinou voleb. Protože volbu mohou ovlivňovat i další okolnosti, rozlišuje se preference slabá, jež na nich závisí, a silná nebo dokonce absolutní, jež na nich nezávisí. V této oblasti se často používají i metody teorie her.

## V psychologii
V psychologii se preference týkají postoje jednotlivce k souboru předmětů, který se obvykle odráží v explicitním rozhodovacím procesu (Lichtenstein, Slovic, 2006). Termín se také používá k označení hodnotícího úsudku ve smyslu, že se mu líbí nebo nelíbí předmět (např. Scherer, 2005), což je nejtypičtější definice používaná v psychologii. To však neznamená, že preference je nutně stabilní v průběhu času. 
Preference mohou být zejména ovlivněny rozhodovacími procesy, jako jsou volby (Brehm, 1956; Sharot, De Martino, Dolan, 2009), a to i nevědomky (viz Coppin, Delplanque, Cayeux, Porcherot, Sander, 2010). V důsledku toho může být preference ovlivněna okolním prostředím a výchovou člověka, pokud jde o zeměpisné umístění, kulturní zázemí, náboženské přesvědčení a vzdělání. Bylo zjištěno, že tyto faktory ovlivňují preference, protože opakovaná expozice určité myšlence nebo konceptu koreluje s pozitivní preference

## V ekonomii
V ekonomii a dalších společenských vědách se preference týká souboru předpokladů souvisejících s objednáváním některých alternativ, které jsou založeny na míře štěstí, spokojenosti, uspokojení, morálky, požitku nebo užitečnosti, které poskytují, procesu, jehož výsledkem je optimální „volba“ (ať už skutečné nebo domnělé). Ačkoli ekonomy obvykle nezajímají volby ani preference samy o sobě, zajímá je teorie volby, protože slouží jako pozadí pro empirickou analýzu poptávky a jako základ pro teorie zahrnující strategii.